# 清水甲南北真宮
甲南北真宮，位於清水區甲南，廟址：台中市清水區菁埔里臨港路七段9號。
主奉為北極玄天上帝，玄天大上帝、二上帝、三上帝，配祀為瑤池金母娘娘、九天玄女娘娘、中壇元帥、康、趙元帥、太歲星君、福德正神、虎爺將軍、五營軍兵。
每年農曆三月初三為北極玄天上帝聖誕萬壽及宮慶。

## 沿革
北極玄天上帝聖駕於民國七十四年（乙丑年）間，自台南縣安定鄉林厝北玄宮，由郭世華先生奉請至本庄甲南降駕為眾生救苦消災解危，眾善信感念萬分，而興起供奉之意願，即由本庄誠心人士初期組成委員會，至辛未年委員會及諸善信大德均感宮址租賃時遷不定諸多不便，即由第三屆主任委員，蔡進雄先生發舉召集管理委員會，全部委員協議購地建宮事誼經全體委員贊成共襄盛舉，並不辭辛勞尋訪佳地以達建廟之目標，後經本庄業主王再萬先生割愛協助，而完成現址北真宮廟地。